# Onda de espín

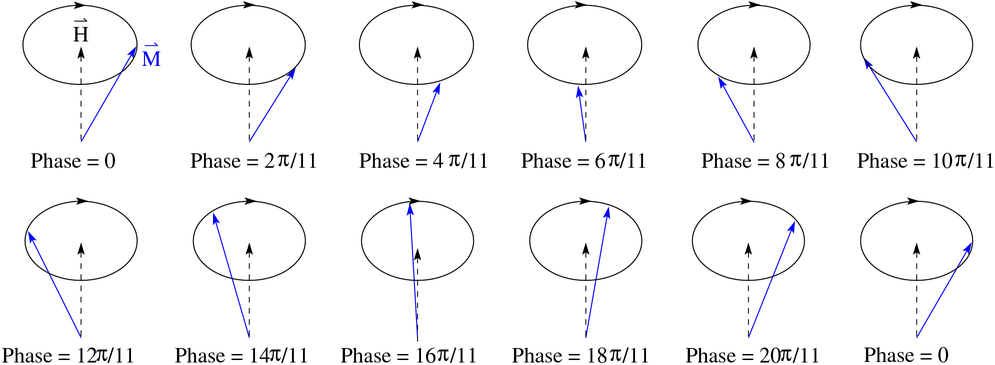
Onda de espín

Las ondas de espín son perturbaciones de la magnetización de equilibrio en materiales con un orden magnético de largo alcance, es decir anti, ferri o ferromagnéticos. Son las excitaciones magnéticas de menor energía que se pueden producir en este tipo de materiales. Desde el punto de vista de las cuasipartículas, la cuantización de las ondas de espín da lugar a los llamados magnones, de la misma forma que las vibraciones en las redes cristalinas dan lugar a los fonones. 
En los materiales ferromagnéticos, la excitación de las ondas de espín reduce la magnetización de saturación. Como estas pueden ser excitadas térmicamente, juegan un rol fundamental en la descripción del calor específico de estos materiales a bajas temperaturas.